# Ruinenberg

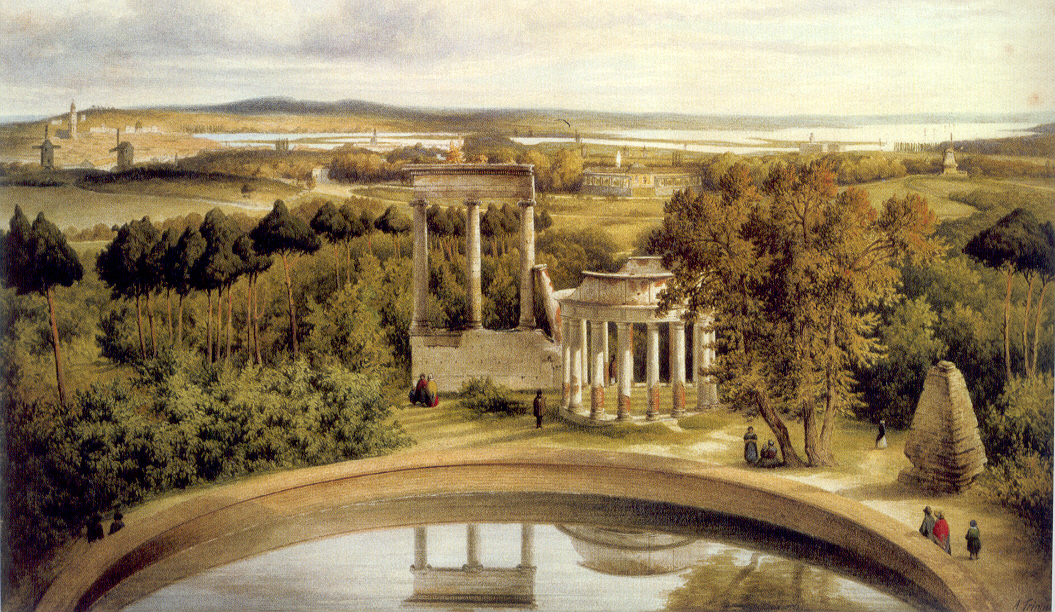
Ruinenberg, ok. 1845

Ruinenberg – wzniesienie (ok. 74 m n.p.m.) w północnej części parku Sanssouci, pomiędzy Poczdamem-Bornstedt na zachodzie a poczdamską dzielnicą Jägervorstadt na wschodzie. W 1748 Fryderyk II Wielki wybudował tu zbiornik wodny, mający zasilać system fontann w parku przy pałacu Sanssouci. Rezerwuar otoczyły sztuczne ruiny w stylu antycznym (folly), projektu Georga Wenzeslausa von Knobelsdorffa i Innocentego Bellavitego. W 1841 na zlecenie Fryderyka Wilhema IV teren wokół Ruinenberg przeprojektował w duchu parku angielskiego Peter Joseph Lenné.

## Historia

### Czasy Fryderyka Wielkiego

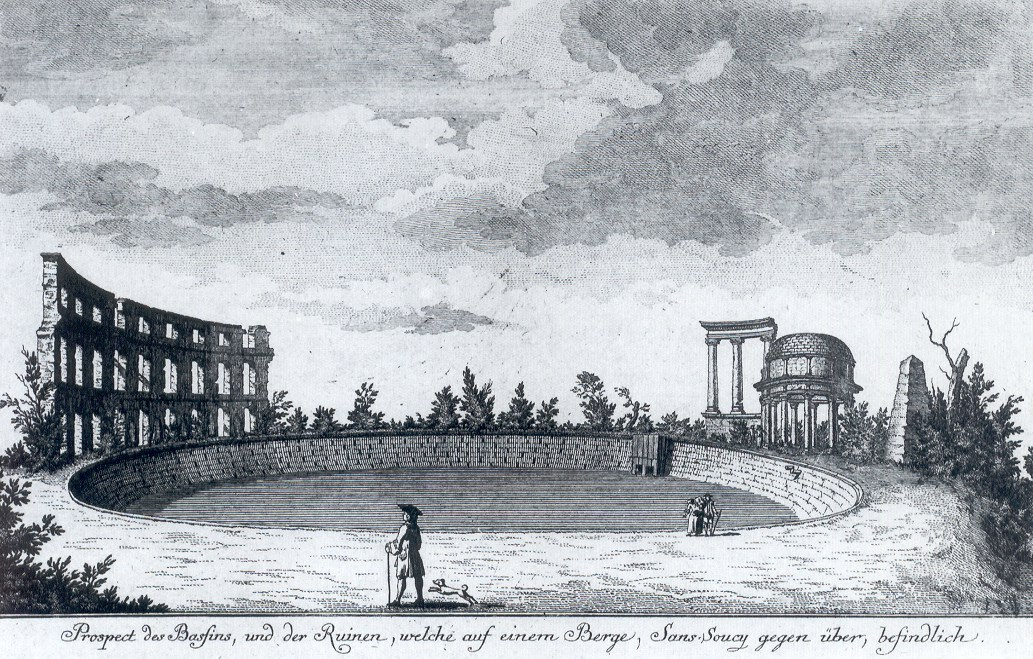
Ruinenberg, ok. 1775

Wznoszący się na ok. 74 m n.p.m. obszar Ruinenberg, zwany wcześniej Hünenberg, Heineberg lub też Höneberg, stanowił w czasach Fryderyka Wilhelma I część królewskich terenów łowieckich. Jego syn i następca Fryderyk II Wielki planował założyć tu hodowlę kuropatw – 10 lutego 1745 wydał rozkaz wypuszczenia tu paru setek tych ptaków.
W 1745 Fryderyk zlecił budowę pałacu Sanssouci oraz aranżację przypałacowego parku, którego główną atrakcją miał być barokowy system wodotrysków, m.in. Wielka Fontanna (niem. Große Fontäne), grota Neptuna czy nie zachowana dziś już perystaza marmurowa (niem. Marmorkolonnade). Fontanny nie działały z powodów technicznych – ciśnienie wody w rurach doprowadzających było zbyt niskie. Strumień wody w Haweli nie był wystarczająco wartki, a ponadto położenie parku poniżej poziomu wody w rzece utrudniało dopływ wody.
Wkrótce opracowano nowy system doprowadzenia wody do wodotrysków, którego centralnym elementem miał być wysoko położony zbiornik, skąd woda miała spływać do parku i napędzać fontanny. W 1748 na szczycie wzniesienia Ruinenberg zbudowano rezerwuar, a hodowlę kuropatw przeniesiono na sąsiadujące od północy pole Bornstedt. Zbiornik (3,77 m głębokości, 37,66 m szerokości, 4900 m³ pojemności) został otoczony sztucznymi ruinami, co odpowiadało ówczesnej modzie ogrodowej. Możliwe też, że Fryderyk II został zainspirowany poprzez podobną architekturę wzniesioną przez jego siostrę Wilhelminę, margrabinę Bayreuth, w ermitażu w Bayreuth. Zlecenie budowy ruin otrzymał Georg Wenzeslaus von Knobelsdorff, który pracował na bazie szkiców Fryderyka powstałych w czasach jego pobytu w Rheinsbergu. Elementy dekoracyjne opracował malarz teatralny z Bayreuth, Innocente Bellavite, który pracował wówczas przy przedstawieniu w berlińskiej operze włoskiej. Po stronie południowej zbiornika wzniesiono monopteros z szesnastoma kolumnami doryckimi i kopułą, sztucznie uszkodzoną z jednej strony. Obok stanęły trzy wysokie kolumny jońskie, które miały sprawiać wrażenie pozostałości po zburzonej świątyni. Po stronie północnej zbiornika umieszczono małą piramidę oraz mur imitujący ścianę rzymskiego amfiteatru. Po stronie zachodniej znajdowała się drewniana platforma widokowa.

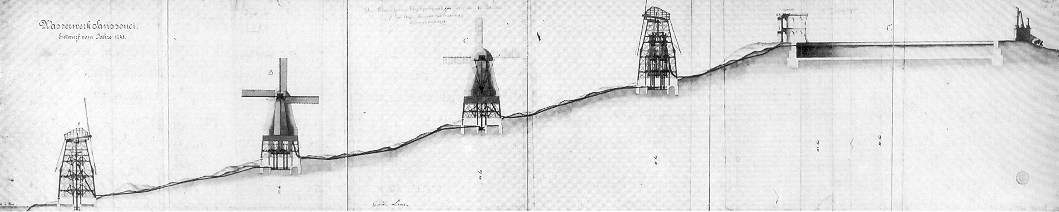
Niezrealizowany projekt stacji pomp napędzanych wiatrakami do transportu wody z Haweli na wzniesienie Ruinenberg, 1748

Nowy system przewidywał przepompowanie wody z Haweli do zbiornika na wzniesieniu przy pomocy pomp napędzanych energią z wiatraków. Woda zgromadzona w zbiorniku miała później spływać z góry poprzez system rur i tryskać z fontann położonych w parku. Rozwiązanie to jednak nie sprawdziło się w praktyce, a pracownicy zatrudnieni do opieki nad fontannami nie posiadali odpowiedniej wiedzy inżynieryjnej, by usprawnić system. Próby ulepszenia systemu pochłonęły 168 490 talarów, lecz nie przyniosły oczekiwanych rezultatów. W 1780 Fryderyk Wielki zarzucił projekt. Dopiero sto lat później zastosowanie silników parowych pozwoliło uruchomić fontanny. W październiku 1842 pracę rozpoczął silnik parowy o mocy 81,4 koni mechanicznych, zbudowany przez Augusta Borsiga. Wielka fontanna u podnóży tarasów trysnęła wodą na wysokość 38 m. Na potrzeby maszyny parowej Borsiga wzniesiono nad brzegiem Haweli stację pomp według projektu Ludwiga Persiusa (1841-1843). Budynek powstał w stylu tureckiego meczetu z kominem w formie minaretu. Maszynownia wzorowana była na architekturze mauretańskiej.

### Czasy Fryderyka Wilhelma IV

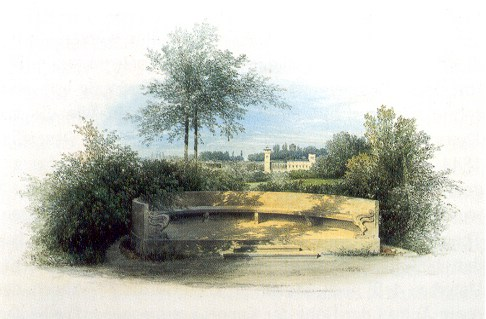
Rzymska ławka

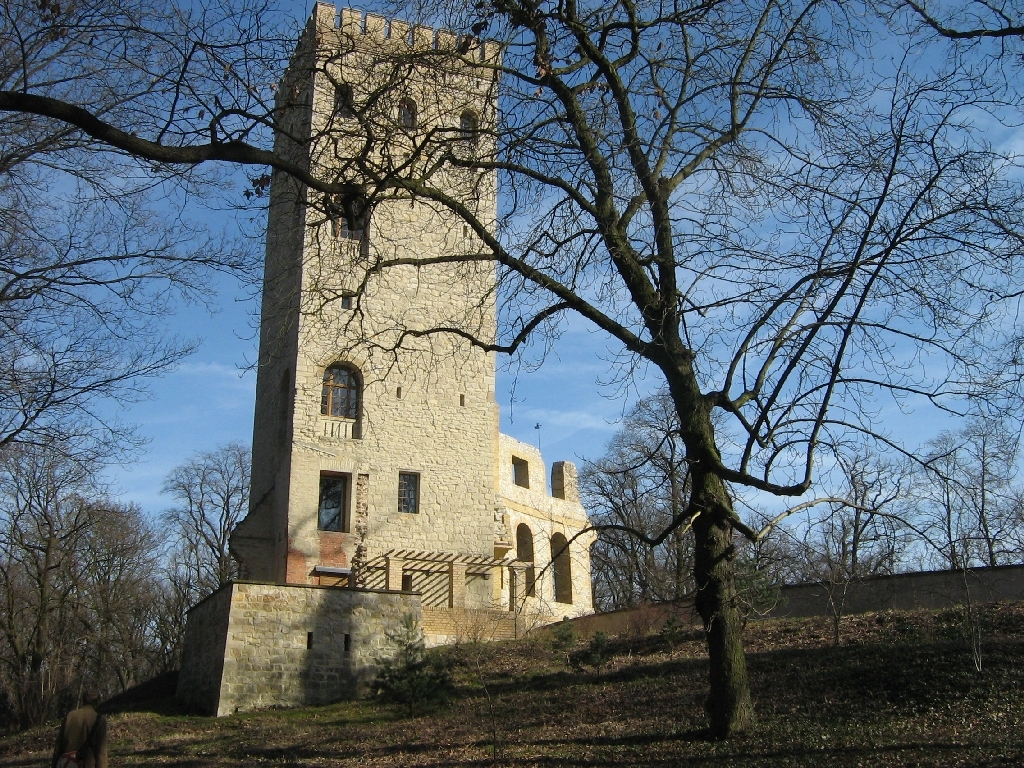
Wieża Normańska (niem. Normanischer Turm)

W ramach kompleksowych zmian na terenie posiadłości Sanssouci zainicjowanych przez Fryderyka Wilhelma IV, przeprojektowanie otoczenia Ruinenberg zlecono Peterowi Josephowi Lennému. Projektując w duchu parku angielskiego, Lenné uwzględnił w swoich planach naturalne ukształtowanie terenu i wykorzystał istniejące punkty panoramiczne z widokiem na leżące na południowym zachodzie dobra Krongut Bornstedt. Ruinenberg pokryły ścieżki i alejki spacerowe. Do listopada1842 posadzono 50 000 nowych drzew i krzewów.
Wzdłuż osi widokowej Ruinenberg-pałac Sanssouci Lenné zaprojektował mały ciek wodny, wpływający do półokrągłego zbiornika w połowie wzniesienia. Koniec osi widokowej przy Ruinenberg podkreślił półkolistą eksedrą u stóp wzniesienia, gdzie stanęła rzymska ławka projektu Persiusa (1842). W 1982 eksedra została przeniesiona do hipodromu koło pałacu Charlottenhof; powróciła na swoje miejsce po renowacji w 1998.
Zbiornik na wzniesieniu został poddany rozbudowie i renowacji, m.in. zwiększono jego średnicę (do 46,76 m) i pojemność (do 7600 m³). W 1843 rezerwuar otoczono niskim murkiem, który podwyższono z powodów bezpieczeństwa w poł. XX w.
Ponadto w 1846 w miejscu dawnej drewnianej platformy Ferdinand von Arnim wybudował według projektu Persiusa wieżę widokową w stylu normańskim, tzw. Wieżę Normańską (niem. Normanischer Turm). Nawiązująca stylistycznie do średniowiecza, czteropiętrowa wieża (23 m wysokości) powstała na planie czworokąta. Na jej najwyższym piętrze urządzono pokój herbaciany dla Fryderyka Wilhelma IV. Od zachodu z wieżą graniczy mały dom strażnika. Wieża była używana jako belweder aż do 1945.

### Po upadku monarchii
Po I wojnie światowej i upadku monarchii Ruinenberg, będące częścią parku Sanssouci, przeszło w 1926 w ręce Prus, a następnie pod opiekę założonego w 1927 Zarządu Państwowych Pałaców i Ogrodów (niem. Verwaltung der Staatlichen Schlösser und Gärten), obecnej Fundacji Pruskie Pałace i Ogrody Berlin-Brandenburg (niem. Stiftung Preußische Schlösser und Gärten Berlin-Brandenburg). W 1928 zarząd oddał wschodnią część Ruinenberg (13,3 mórg) pod budowę osiedla Vaterland.
Pod koniec II wojny światowej, w kwietniu 1945, Wieża Normańska została poważnie uszkodzona wskutek ostrzału artyleryjskiego. W latach 1957–71 teren ten był użytkowany przez Armię Czerwoną jako poligon. W latach 1999–2001, z okazji Federalnej Wystawy Ogrodowej (BUGA - Bundesgartenschau) organizowanej w Poczdamie w 2001, obszar wokół Ruinenberg (40,7 ha) został poddany gruntownej restauracji w duchu Lennégo. Wieża Normańska została otwarta dla zwiedzających w 2002.